# Литторио (линкор)
«Литто́рио» (итал. Littorio), позднее «Италия» (итал. Italia) — итальянский линкор типа «Литторио» времён Второй мировой войны. Назван в честь эмблемы Национальной фашистской партии Италии — пучка прутьев и топорика, связанных воедино (иначе называется фасция). После падения режима Бенито Муссолини переименован в «Италию».

## История

### Строительство
Заложен 28 октября 1934. Постройку осуществляли на верфи фирмы «Ансальдо» в Генуе. 22 августа 1937 линкор сошёл на воду, 24 июня 1940 вступил в строй, войдя в состав 1-эскадры (дислоцировалась в Таранто). Он считался высокопрестижным кораблём флота с тщательно отобранным составом, однако гражданские инженеры и техники были вынуждены оставаться на его борту несколько первых месяцев его службы.

### Авианалёт в Таранто

Итальянский линейный корабль «Литторио», получивший торпедные попадания 11 ноября 1940 года.

После двух коротких и безрезультатных выходов в море «Литторио» вместе с другими итальянскими боевыми кораблями стоял на якоре в Таранто, когда в ночь с 10 на 11 ноября 1940 года 20 английских палубных торпедоносцев «Свордфиш» двумя волнами атаковали эту базу. Только 11 самолетов несли торпеды калибром 450 мм, остальные были вооружены бомбами. Три итальянских линкора, два крейсера и несколько вспомогательных судов получили различные боевые повреждения, а англичане потеряли сбитыми лишь два самолета.
В 23:15 почти одновременно в «Литторио» попало две торпеды. Первая взорвалась по правому борту немного в корму от первой 381-мм башни, в районе 163 шпангоута, из-за чего в борту образовалась пробоина размерами примерно 7,5x6 метров, а фильтрационная переборка конструктивной подводной защиты дала течь. Вторая торпеда ударила в кормовую оконечность в районе 9 шпангоута, пробив сквозную брешь с левого борта на правый, частично разрушив перо основного руля и его рулевую машину. Однако в этот период угроза гибели корабля еще отсутствовала. Она стала реальной, когда в полночь третья торпеда поразила линкор в правый борт в носовую оконечность в районе 192 шпангоута, где отсутствовала конструктивная подводная защита. В огромную пробоину (примерно 12x8 метров) устремились большие массы забортной воды. Водонепроницаемые конструкции носовой оконечности, заклепочные соединения которых уже были ослаблены взрывом первой торпеды, дали обильные течи. Поскольку корабль был в базе, то его носовая оконечность села на грунт. Вода дошла до барбета первой 381-мм башни, и крен на правый борт составил до трёх градусов.
Спасательные работы, начавшиеся уже на следующий день, затрудняло наличие невзорвавшейся торпеды, которую обнаружили под килем линкора при водолазном осмотре. Эти авиаторпеды снабжались неконтактными магнитными взрывателями, поэтому дрейф корабля мог вызвать взрыв. 11 декабря «Литторио» ввели в сухой док для ремонта, который завершился 11 марта 1941 года. 1 апреля на корабле поднял свой флаг адмирал Анжело Иакино и в августе—сентябре линкор совершил несколько выходов в море вместе с «Витторио Венето».

### Бои в заливе Сирт
17 декабря 1941 «Литторио» участвовал в первом бою в заливе Сирт. Итальянская эскадра осуществляла прикрытие конвоя в Ливию, когда от немецкого самолета-разведчика поступила информация об отряде английских кораблей, вышедшем с Мальты. В действительности это был танкер (немцы приняли его за линкор) в охранении трех крейсеров и двенадцати эсминцев. Иакино бросил против них «Литторио», «Андреа Дориа» и «Джулио Чезаре» в охранении двух крейсеров и десяти эсминцев. В 17:53 итальянцы вышли на визуальный контакт с англичанами и открыли огонь с дальних дистанций, под прикрытием которого итальянские эсминцы попытались выйти в торпедную атаку. Английские корабли, отстреливаясь, отошли под прикрытием дымовой завесы. Уже в 18:00 бой прекратился, а 19 декабря итальянский конвой достиг Триполи.
22 марта 1942 состоялся второй бой в заливе Сирт. В 14:24 по разведданным, полученным от подлодок, итальянское соединение из трех тяжелых крейсеров и четырех эсминцев атаковало английский конвой, шедший из Александрии на Мальту. Ответные действия англичан последовали незамедлительно: на охрану конвоя были оставлены крейсер и шесть эсминцев, а остальные четыре крейсера и двенадцать эсминцев в 14:35 открыли огонь по итальянцам и заставили их начать немедленный отход. Положение сторон изменилось в 16:18, когда к месту боя подошел «Литторио» с тремя эсминцами. На море бушевал шторм, налетавшие дождевые шквалы и дымовые завесы англичан существенно затруднили итальянцам ведение огня. В 18:30 английские эсминцы произвели торпедную атаку, отбитую шквальным огнём итальянской корабельной артиллерии. Эсминец «Лайвли» получил попадание 381-мм снарядом, а на юте «Литторио» разорвался английский 120-мм снаряд, повредивший палубный настил. Форс порохового пламени из стволов кормовых 381-мм орудий линкора привёл к пожару самолёта на катапульте, и англичане посчитали, что линкор торпедирован. К вечеру бой прекратился, а при возвращении на базу два итальянских эсминца затонули.

### Ремонт и дальнейшая служба
12—16 июня 1942 итальянцы успешно перехватили английский конвой, шедший на Мальту, однако при этом «Литторио» был серьёзно повреждён. Линкор в сопровождении второго линкора «Витторио Венето», а также десяти эсминцев и четырёх крейсеров вышли из Таранто 14 июня. Британская авиация обнаружила эскадру и обрушила на неё всю свою мощь. 15 июня в 9:05 «Литторио» был повреждён фугасной авиабомбой с американского бомбардировщика B-24 (повреждена вторая 381-мм башня). Из-за этого был повреждён башенный дальномер, а также образовались осколочные пробоины в палубном настиле полубака. Затем в 23:39 бомбардировщик «Вэллингтон» выпустил авиаторпеду, которая взорвалась в носовой части по правому борту в районе 194 шпангоута за пределами конструктивной подводной защиты. Корабль принял около 1600 тонн забортной воды, и ещё 350 тонн было принято в кормовые отсеки для выравнивания крена и дифферента.
Линкор своим ходом возвратился в базу и был восстановлен уже 27 августа. 13 ноября 1942 «Литторио» перешел в Неаполь, но 4 декабря возвратился в Таранто. С декабря 1942 по июнь 1943 линкор использовался для обеспечения противовоздушной обороны Таранто, Специи и Генуи. 14 апреля 1943 во время массированного налета на Специю он получил попадание авиабомбой в левый борт второй 381-мм башни. Бронирование было пробито, осколки повредили палубный настил. Ремонт повреждений выполнили верфи того же города.

### Под именем «Италия»
25 июля 1943 режим Муссолини пал, и «Литторио» переименовали в «Италию». 9 сентября линкор подвергся атаке немецких бомбардировщиков «Do 217», которые сбросили тяжёлые радиоуправляемые бронебойные планирующие авиабомбы «Fritz-X». Масса каждой бомбы была 1570 кг, масса взрывчатого вещества доходила до 300 кг; бомба сбрасывалась с 6—8 км и пробивала броню толщиной 120—150 мм. Одна из таких бомб взорвалась в районе 162 шпангоута, попала в палубу полубака и вышла через бортовую обшивку, детонировав в воде у борта. 190 м² обшивки были повреждено в подводной части, 830 т забортной воды проникло (ещё 400 т приняли для выравнивания крена и дифферента). Другая бомба взорвалась в воде рядом с левым бортом, что привело к обводнению топлива в цистернах.
После короткой стоянки на Мальте «Италия» и «Витторио Венето» были переправлены в Египет, в Большое Горькое озеро. Там они простояли с 18 сентября 1943 по 4 февраля 1946. 9 февраля линкор прибыл в Августу (Сицилия), а оттуда в Специю. По условиям Парижского мирного договора линкор передавался США, и 1 июня 1948 его исключили из списков итальянского флота. Правительство США предложило разобрать линкор на металлолом, и к 1955 году его разобрали окончательно.

## Статистика
За годы корабль выполнил 46 боевых заданий, прошёл 13 583 мили за 755 ходовых часов, израсходовал 17 740 тонн топлива. В ремонтах и доках корабль провел 251 день.